# محله درب مسجد

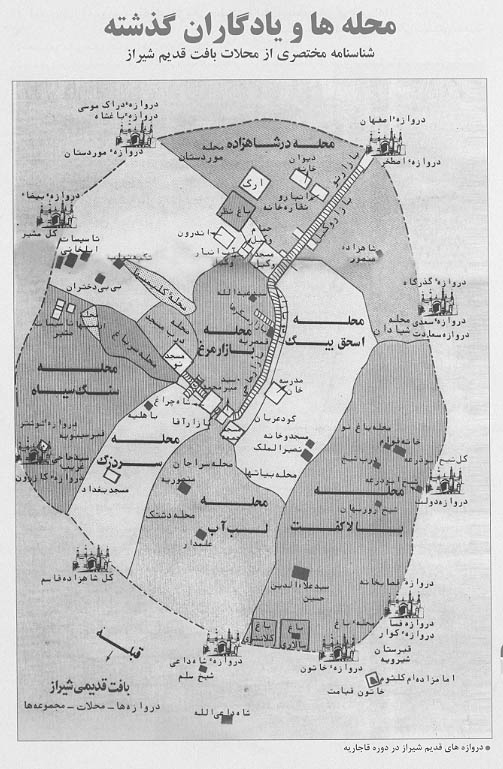
نقشه شیراز قدیم

محله درب مسجد، نام یکی از محله‌های شیراز قدیم می‌باشد که در اطراف مسجد جامع نو می باشد.

## وجه تسمیه
نام این محله به سبب مسجدی است که در این محله قرار دارد. این بنا از ساختمان‌های مشیرالملک شیرازی است که از ثروتمندان بزرگ این شهر بوده‌است.

## تقسیم‌بندی محلات شیراز قدیم
در کل محلات شیراز به دو دسته بزرگ حیدری و نعمتی تقسیم شده بودند. حیدری به محلاتی گفته می‌شد که افراد آن محلات، خود را پیرو سلطان حیدر  که از مشایخ عرفان بود، می‌دانستند.
نعمتی به محلاتی اطلاقی می‌شد که ساکنان آن خود را پیرو شاه نعمت‌الله ولی که او نیز از بزرگ‌ترین و شاخص‌ترین عرفای عصر بودمی‌دانستند. درگیری‌ها و مخاصماتی که بین این دو دسته در سال‌های متمادی صورت گرفته هنوز هم مورد بحث است و حتی به صورت ضرب‌المثل جنگ حیدری، نعمتی در زبان‌هاست.
پنج محله محله اسحاق بیگ، محله درب شاهزاده، محله بالا کفت، محله میدان شاه و محله بازار مرغ را حیدری خانه و پنج محله محله سرباغ، محله سنگ سیاه، محله درب مسجد، محله لب آب و محله سر دزک را نعمتی خانه می‌گفتند. البته محله ارمنی‌ها و محله کلیمی‌ها جزء محلات بی‌طرف بودند و کاری به درگیری‌ها و مخاصمات نداشتند.